# Euglossa villosa
Euglossa villosa är en biart som beskrevs av Jesus Santiago Moure 1968. Euglossa villosa ingår i släktet Euglossa, tribus orkidébin, och familjen långtungebin. Inga underarter finns listade.

## Bildgalleri

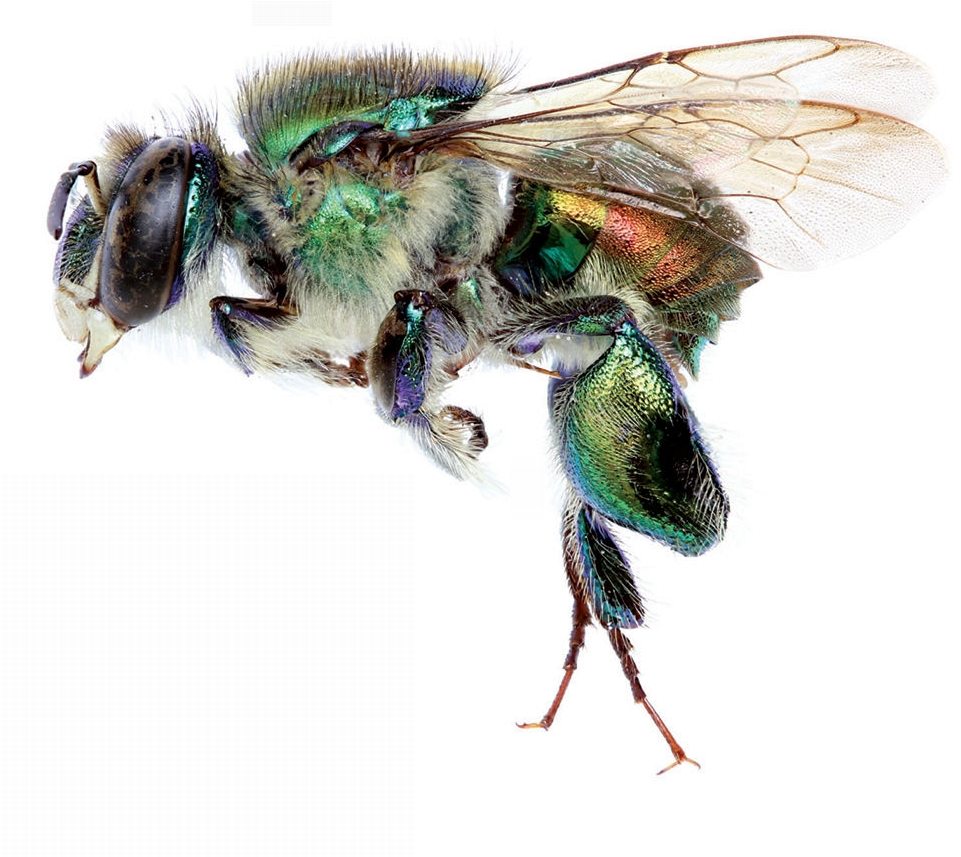